# Henry Sawtell
Henry Sawtell (1832 - 19 de junho de 1913) foi prefeito de Christchurch entre 1871 e 1872.

## Vida
Sawtell nasceu perto de Langport em Somerset, Inglaterra, em 1832. Seus pais eram Mary e Thomas Sawtell.
Em 14 de junho de 1862 na Igreja da Trindade em Lyttelton, ele se casou com Mary Ann, filha de Thomas Abrahams de Lyttelton.